# Snockgrass
Snockgrass är ett musikalbum av Michael Hurley. Albumet utgavs 1980 på skivbolaget Rounder Records. Albumets texter utmärks av tvära kast mellan seriositet och humor. Skivan fick bra kritik vid utgivningen, bland annat av Robert Christgau, men nådde en mycket begränsad publik. Skivomslaget är designat av Hurley själv.

## Låtlista
1. "Midnite Rounder" – 3:09
2. "O My Stars" – 3:29
3. "Tia Marie" – 4:01
4. "I'm Gettin' Ready to Go" - 3:52
5. "Watchin' the Show" – 3:34
6. "Automatic Slim & the Fat Boys" – 4:05
7. "Don't Treat Me Bad" – 2:32
8. "I Heard the Voice of a Porkchop" (Jim Jackson) – 2:46
9. "No Home" – 2:02
10. "Jolé Blon" – 2:34
11. "I Think I'll Move" – 3:23
12. "Goin' to Florida" – 3:42
13. "You Gonna Look Like a Monkey" (Williams, Hall) - 3:57